# 孙秀兰 (1953年)
孙秀兰（1953年—），河南鹿邑人，汉族，中华人民共和国政治人物、第十一届全国人民代表大会河南地区代表。
毕业于河南广播电视大学文史专业。担任河南省周口市中心医院护理部主任。2008年起担任全国人大代表。